# Doug Peterson (Skilangläufer)
Douglas Jay „Doug“ Peterson (* 11. Mai 1953 in Minneapolis, Minnesota) ist ein ehemaliger US-amerikanischer Skilangläufer.
Peterson schloss 1976 sein Studium am Dartmouth College, Hanover (New Hampshire)  in Umweltwissenschaften und Geographie erfolgreich ab. Währenddessen nahm er an den Meisterschaften der NCAA teil und belegte den siebten Platz.
Bereits 1974 hatte er es in das B-Team der USA und nahm für diese 1976 und 1980 an den Olympischen Winterspielen teil. 1976 in Innsbruck belegte Peterson über 15 Kilometer Rang 54. Mit seinen Teamkollegen Bill Koch, Tim Caldwell und Ronny Yeager erreichte er im Staffelwettbewerb den sechsten Platz.
Bei den Winterspielen 1980 in Lake Placid nahm er an den Einzelrennen über 30 und 50 Kilometer teil. Bei ersterem belegte Petersen Platz 45, bei letzterem gab er während des Wettkampfs auf.
1975 war Peterson ebenfalls Mitglied der US-Nationalmannschaft im Wildwasser-Kanusport. Allerdings trat er dafür nicht bei Olympischen Spielen an.